# Das Modell
«Das Modell» (с нем. — «Модель») — пятый сингл группы Rammstein.
Песня «Das Modell» (кавер-версия «Das Model» немецкой группы Kraftwerk) начинается фразой французского монтажёра Матильды Боннфуа «Mesdames et messieurs, nous avons l’honneur ce soir, de vous présenter la nouvelle collection de Rammstein» (с фр. — «Дамы и господа, этим вечером мы имеем честь представить вам новую коллекцию от Rammstein»).
Также в состав сингла вошли ещё две песни, не выходившие в составе альбомов: «Kokain» и «Alter Mann (Special version)». Эта версия песни отличается тем, что припев также исполняет Кристиана Хебольд из музыкального коллектива Bobo in White Wooden Houses. В состав сингла также входит компьютерная игра Asche zu Asche для Microsoft Windows.
На эту песню был снят видеоклип, но он не был официально выпущен, поскольку не понравился участникам группы.

## Живое исполнение
«Das Modell» исполнялась вживую всего лишь 3 раза — в 1997 и 1998 годах. По словам Флаке, вторая песня из этого сингла — «Kokain» — звучала на выступлениях лишь несколько раз.

## Список композиций
| №  | Название                                      | Длительность |
| -- | --------------------------------------------- | ------------ |
| 1. | «Das Modell» (Модель)                         | 4:46         |
| 2. | «Kokain» (Кокаин)                             | 3:09         |
| 3. | «Alter Mann (Special Version)» (Старик)       | 4:26         |
| 4. | «Rammstein Computerspiel» (компьютерная игра) |              |

## Позиции в чартах
| Страна   | Высшая позиция | И.    |
| -------- | -------------- | ----- |
| Австрия  | 18             | [ 2 ] |
| Германия | 5              | [ 2 ] |
| Швеция   | 41             | [ 2 ] |

## Участники записи
- Тилль Линдеманн — вокал
- Рихард Круспе — соло-гитара, бэк-вокал
- Пауль Ландерс — ритм-гитара, бэк-вокал
- Оливер Ридель — бас-гитара
- Кристоф Шнайдер — ударные
- Кристиан Лоренц — клавишные